# هاينز ماير (ملحن)
هاينز ماير (بالألمانية: Henry Mayer)‏ هو ملحن ألماني، ولد في 18 نوفمبر 1925 في نورنبرغ في ألمانيا، وتوفي في 22 سبتمبر 1998.

## وصلات خارجية
- هاينز ماير على موقع IMDb (الإنجليزية)
- هاينز ماير على موقع ميوزك برينز (الإنجليزية)
- هاينز ماير على موقع أول ميوزيك (الإنجليزية)
- هاينز ماير على موقع ديسكوغز (الإنجليزية)
- هاينز ماير على موقع ديسكوغز (الإنجليزية)
- هاينز ماير على موقع ديسكوغز (الإنجليزية)
- هاينز ماير على موقع ديسكوغز (الإنجليزية)
- هاينز ماير على موقع ديسكوغز (الإنجليزية)